# Гай Навций Рутил (консул 287 пр.н.е.)
Вижте пояснителната страница за други личности с името Гай Навций Рутил.
Гай Навций Рутил (на латински: Gaius Nautius Rutilus) e римски държавник от началото на 3 век пр.н.е.

## Биография
Вероятно е син на Спурий Навций Рутил (консул 316 пр.н.е.).
През 287 пр.н.е. той е консул с Марк Клавдий Марцел. Тази година е известна със закона lex Hortensia, който довежда до края на съсловните борби.
Навций е последният от патрициианската фамилия Навции, който става консул. Неговият син вероятно е този военен трибун Навций, който през 256 пр.н.е. отказва на консул Марк Атилий Регул да тръгне по море против картагените.